# Montferrer i Castellbò
Montferrer i Castellbò település Spanyolországban, Lleida tartományban. Montferrer i Castellbò Les Valls de Valira, Farrera, La Seu d’Urgell, Ribera d’Urgellet, Les Valls d’Aguilar, Soriguera és Llavorsí községekkel határos. Lakosainak száma 1164 fő (2024).

## Népesség
A település népessége az utóbbi években az alábbiak szerint változott:
| Lakosok száma | 1181 | 1670 | 1448 | 1181 | 631  | 817  | 1089 | 1027 | 1041 | 1164 |
|               | 1717 | 1887 | 1936 | 1960 | 1986 | 2004 | 2009 | 2014 | 2019 | 2024 |